# Ponte romano di Fermignano
Il cosiddetto ponte romano di Fermignano è un ponte in pietra a tre arcate altomedievale, che la tradizione locale indica come romano, il quale attraversa il fiume Metauro all'interno dell'abitato di Fermignano, in provincia di Pesaro e Urbino.

## Storia

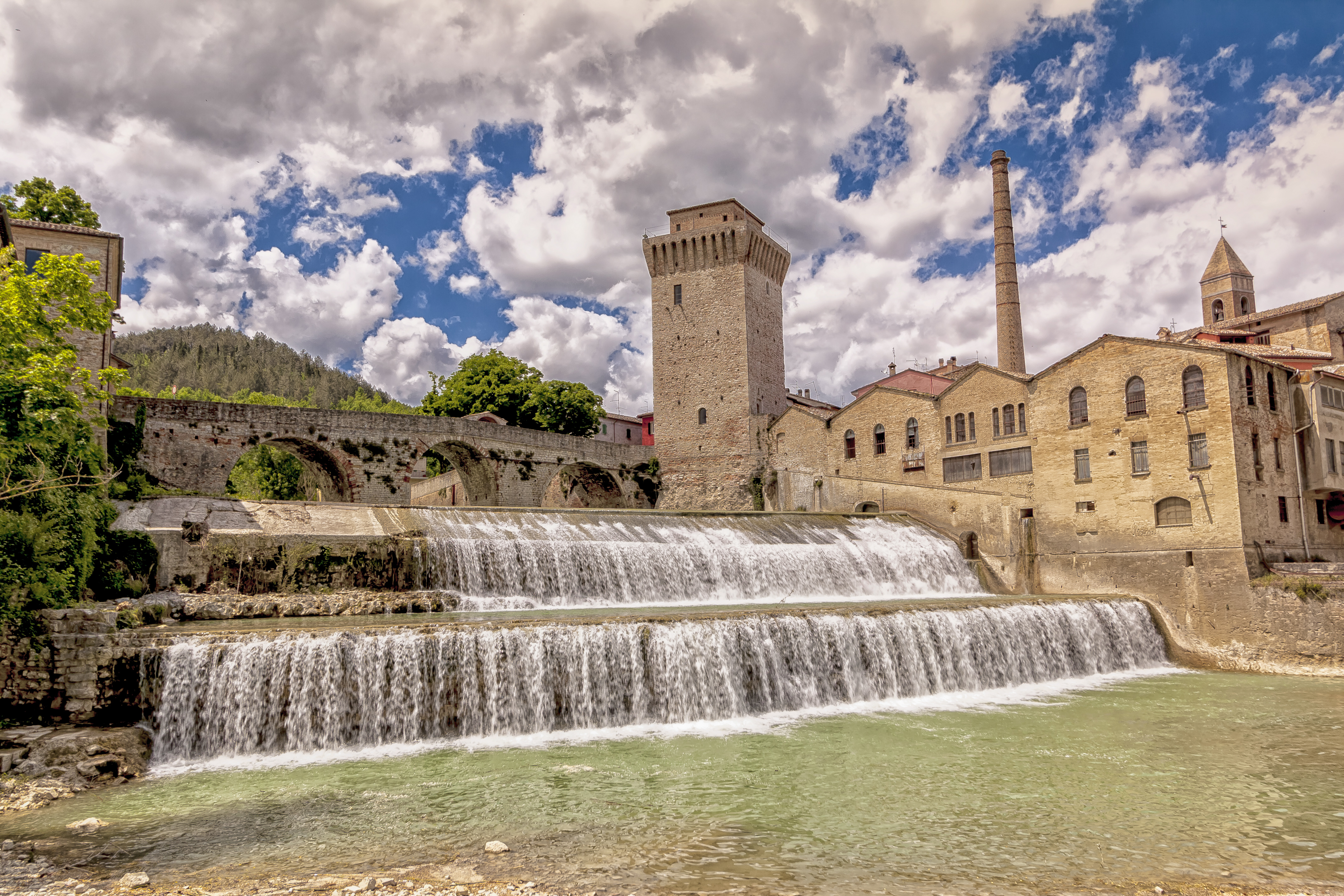
La torre medievale e l'ex cartiera, sulla sinistra del ponte

La prima menzione del ponte risale al 1364, ma la tradizione locale fa risalire la sua costruzione all'epoca romana.
Sebbene il ponte abbia caratteristiche prettamente medioevali, non si esclude che le fondamenta siano più antiche: mentre la tecnica costruttiva, con blocchetti di pietra intervallati da tratti in mattoni, è analoga a quella dell'adiacente torre medievale, la tipologia dei piloni del ponte e dei suoi cunei frangicorrente ricorda quella di alcuni ponti romani presenti lungo la Via Flaminia.
Alcune fonti storiche inoltre confermerebbero che nel sesto secolo d.C., durante la guerra tra Goti e Bizantini, esisteva un attraversamento del fiume Metauro proprio nella zona dove ora si trova il paese di Fermignano.
Accanto al ponte si trova una torre medievale conosciuta come "torre delle milizie", citata per la prima volta in un documento del 1418, quando un consiglio cittadino si riunì al suo interno, e divenuta il simbolo di Fermignano, che costituiva con il ponte un unico complesso monumentale di controllo dei transiti e difesa della cittadina. Pertanto, è possibile che la torre sia stata costruita nel medioevo sulle fondamenta di una precedente struttura di epoca romana.

A fianco alla torre intorno al 1407 fu realizzata una cartiera, alimentata dall'acqua del fiume Metauro. Inizialmente di proprietà dei duchi di Urbino, nel 1507 fu donata da Guidobaldo da Montefeltro alla Cappella Musicale del SS. Sacramento di Urbino, che ne restò in possesso fino al 1870, e nel 1703 era considerata una delle maggiori dello Stato della Chiesa. Intorno al 1915 fu trasformata in lanificio.

## Descrizione

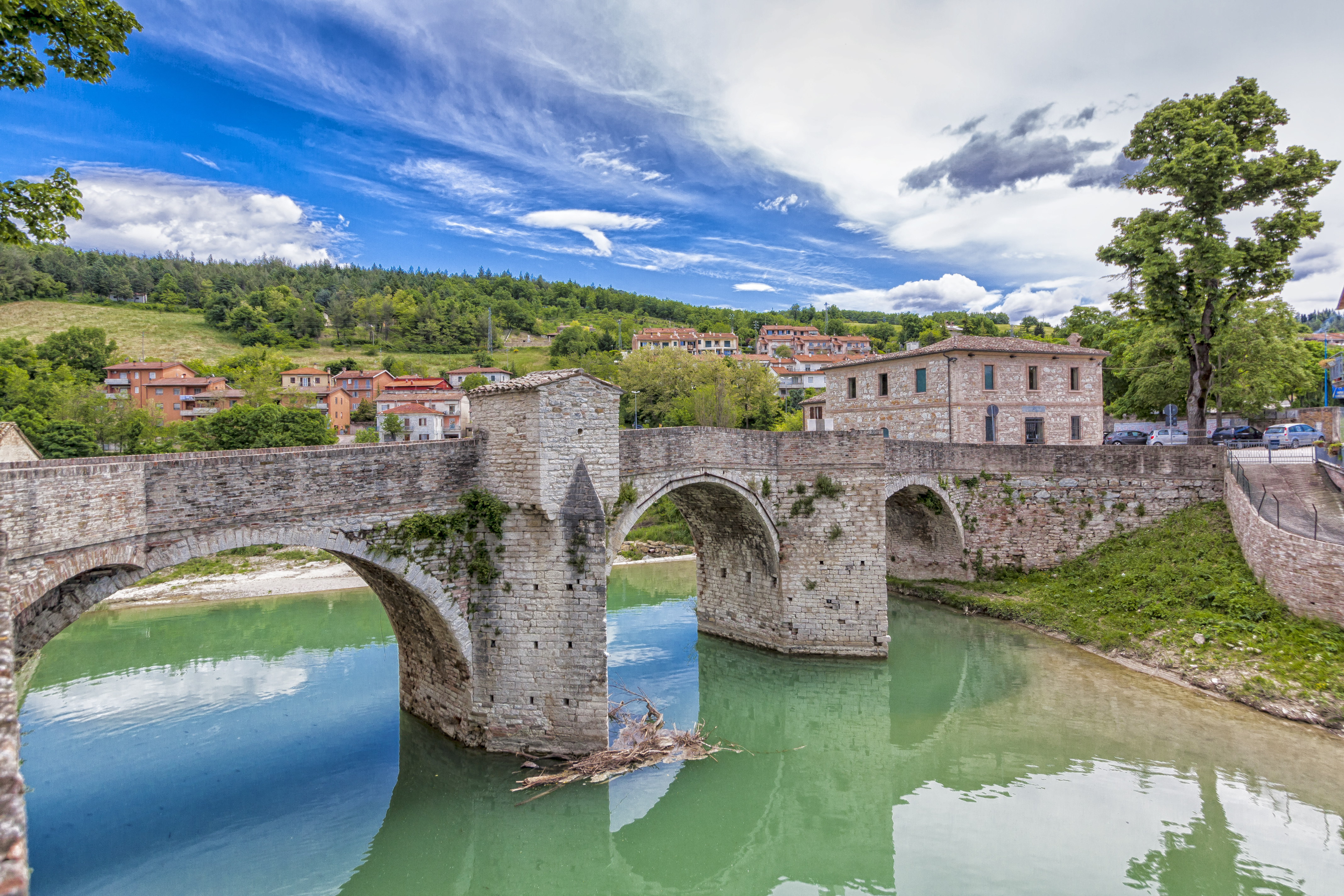
Il ponte con al centro l'edicola votiva

Il ponte si trova al centro del paese di Fermignano, in un punto dove il fiume Metauro genera una piccola cascata. La struttura, composta da tre grandi arcate, è stata realizzata in blocchetti di pietra disposti in filari, intervallati da tratti in mattoni inseriti durante successivi restauri.

Circa a metà del ponte si trova una piccola edicola votiva eretta per volere di Federico da Montefeltro intorno alla metà del XV secolo e realizzata forse sotto la direzione dell'architetto senese Francesco di Giorgio Martini. Al suo interno è conservato un affresco di fattura tardo-quattrocentesca (o cinquecentesca secondo altri studiosi) raffigurante una Madonna col Bambino soprannominata "Madonna del Ponte".